# Буйан
Буйа́н (фр. Bouilland) — коммуна во Франции, находится в регионе Бургундия. Департамент коммуны — Кот-д’Ор. Входит в состав кантона Бон-Север. Округ коммуны — Бон.
Код INSEE коммуны — 21092.

## Население
Население коммуны на 2010 год составляло 189 человек.
| 1962 | 1968 | 1975 | 1982 | 1990 | 1999 | 2010 |
| ---- | ---- | ---- | ---- | ---- | ---- | ---- |
| 163  | 165  | 134  | 136  | 145  | 168  | 189  |

## Экономика
В 2010 году среди 129 человек трудоспособного возраста (15—64 лет) 107 были экономически активными, 22 — неактивными (показатель активности — 82,9 %, в 1999 году было 75,0 %). Из 107 активных жителей работали 97 человек (50 мужчин и 47 женщин), безработных было 10 (6 мужчин и 4 женщины). Среди 22 неактивных 10 человек были учениками или студентами, 6 — пенсионерами, 6 были неактивными по другим причинам.